# Breguet Aviation
La Société des Ateliers d'Aviation Louis Breguet també coneguda com a Breguet Aviation va ser una empresa francesa fabricant d'aeronaus fundada l'any 1911 pel pioner de l'aviació Louis Charles Breguet.
L'any 1971 es va fusionar amb Dassault formant Avions Marcel Dassault-Breguet Aviation.

## Models d'aeronaus
- Giroplà Breguet-Richet (1907) - helicòpter experimental d'un sol seient amb quatre rotors.
- Giroplà Breguet-Richet No.2 (1908) Biplà en tàndem amb un parell de grans hèlices inclinades que proporcionen empenta i ascens.
- Breguet Tipus I (1909) - Biplà monoplaça amb configuració tractora.
- Breguet tipus II (1910) - Desenvolupament del Tipus I, amb un tren d'aterratge en tricicle.
- Breguet tipus III (1910) - Desenvolupament d'II de Tipus, tres-seient, motor rotatiu
- Breguet tipus IV (1911) - aeronau Experimental

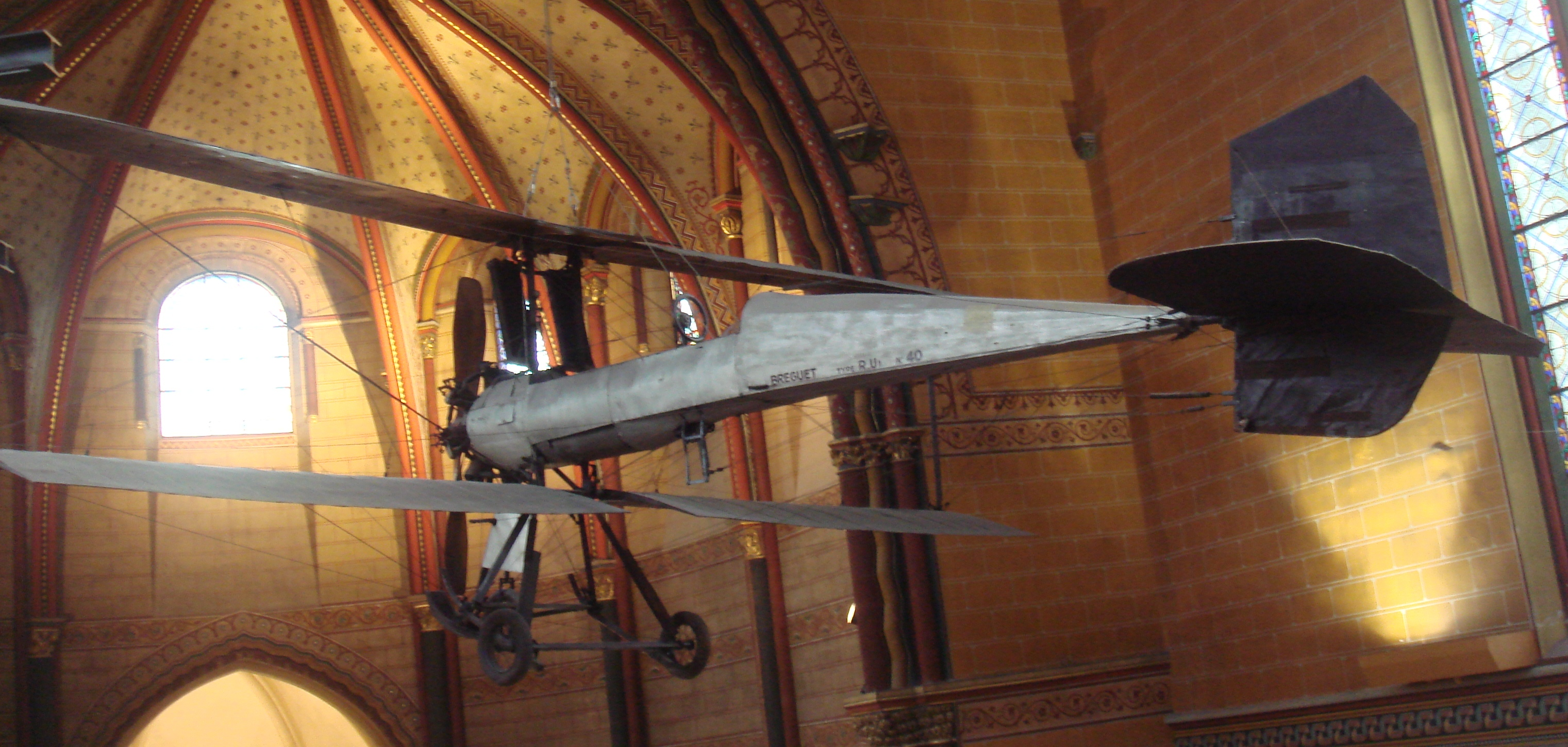
Breguet Tipus R.U1 No.40i al Musée des Arts et Métiers, Paris.

- Breguet Tipus R.U1 (1911) - Biplà monomotor
- Breguet Aerhydroplane (1913) - Hidroavió experimental monoplaça i monomotor. No va arriba a volar
- Breguet Bre.4 (1914) - Bombarder biplà monomotor de dos places. Amb configuració de propulsió.
- Breguet-MIchelin BUC: Versió del Breguet Bre.4.
- Breguet Bre.5 (1915) - Caça biplà monomotor de dos places.
- Breguet 6 (1915) - Versió del Breguet Bre.5 amb diferent motorització.
- Breguet 12 (1916) - Versió de Breguet Bre.5 amb un canó de 37mm i un potent focus pel seu ús com a caça nocturn.
- Breguet 14 (1916) - Bombarder biplà monomotor de dos places.
- Breguet 16 (1918) - versió més gran del Breguet 14. Bombarder
- Breguet 17 (1918) - versió més petita del Breguet 14. Avió de caça.
- Breguet Laboratoire Eiffel (1918) - Prototip dissenyat per Gustave Eiffel i construït per Breguet Aviation.
- Breguet 19 (1922) - Avió de reconeixement / bombarder lleuger biplà monomotor de dos places.
- Breguet 20 (1922) - Avió comercial quatrimotor de 20 places.
- Breguet 22 (1922-3) - Desenvolupament del Breguet 20
- Breguet 26T (1926) - Biplà monomotor de vuit passatgers.
- Breguet 280T (1928) - Desenvolupament del 26T amb l'aerodinàmica del buc millorada.
- Breguet 27 (1929) - Biplà de reconeixement monomotor de dos places.
- Breguet 270 (1929) - Desenvolupament del Breguet 27 utilitzant xassís d'acer
- Breguet 393T (1931) - Biplà trimotor.
- Breguet 410 - Bombarder lleuger
- Breguet-Dorand Gyroplane Laboratoire (1935) - Prototipus d'helicòpter
- Breguet G.11E (1949) - Prototipus d'helicòpter coaxialBreguet 1100

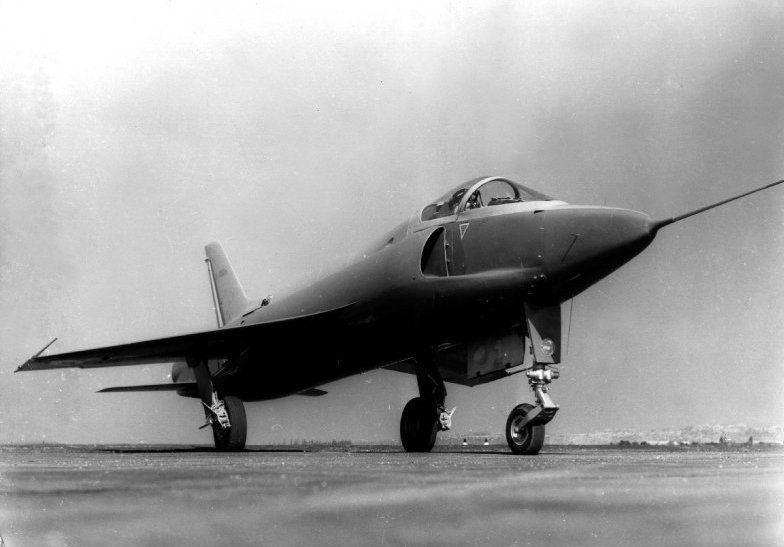
Breguet 1100

- Breguet 460 Vultur (1935) - Bombarder lleuger
- Breguet 470 (1936) - Avió comercial. Només es va construir una unitat.
- Breguet 480 - Projecte de bombarder de llarg abast.
- Breguet 482 (1947) - Bombarder quatrimotor, dissenyat abans de la guerra, tan sols es va construir una unitat.
- Breguet 500 Colmar - Aeronau de transport desenvolupament del Br.480
- Breguet 521 Bizerte (1933) - Avió de patrulla de llarg abast.
- Breguet 530 Saigon - Versió civil del 521
- Breguet 693 (1938) - Avió de caça biplaça bimotor.
- Breguet 730 (1938) - Hidroavió quatrimotor de llarg abast.
- Breguet Deux-Ponts (1949) - Br.761/763/765 avió comercial de gran mida.
- Breguet 790 Nautilus - Hidroavió monomotor.
- Breguet 890 Mercure - Transport militar/civil.
- Breguet Br 900 Louisette - (1948) Planador de competició monoplaça.
- Leduc 0.21 - 1953 Avió experimental dissenyat per René Leduc
- Breguet Br 901 Mouette - (1954) Planador de competició monoplaça.
- Breguet Br 904 Nymphale - (1956) Planador biplaça.
- Breguet Br 905 Fauvette - (1958) Planador de competició monoplaça.
- Breguet 940 - Aeronau de transport quatrimotor STOL. Motors amb turbohèlice.
- Breguet 941 (1961) - Aeronau de transport quatrimotor STOL. Motors amb turbohèlice.
- Breguet Vultur (1951) - Br.960 Bombarder anti-submarins biplaça bimotor.
- Breguet Taon (1957) - Br.1001 Avió de caça monoplaça monomotor a reacció.
- Breguet Alizé (1956) - Br.1050 Bombarder anti-submarí de tres places monomotor turbohèlice
- Breguet 1100 (1957) - Avió de caça monomotor a reacció.
- Breguet Atlantique (1961) - Br.1150 Avió de reconeixement bimotor amb turbohèlice.[2]
- Breguet Jaguar (1965) - Br.121[2]